# Irrédentisme bulgare
Pour les articles homonymes, voir Grande Bulgarie.
Grande Bulgarie est un nom informel qui peut être donné, selon les sources :
- à la Grande Bulgarie située au VIIe siècle au nord du Danube, dans la moitié sud de l'actuelle Ukraine ;
- au khânat (670-864) et aux deux empires bulgares du Moyen Âge, s'étendant au nord (Bulgarie au-delà du Danube) et au sud du Danube : le premier (865-1020) et le second (1186-1396) ;
- au territoire bulgare défini au Traité de San Stefano en 1878, qui, à la suite de la guerre russo-turque de 1877-1878, visait à reconstituer en partie les royaumes bulgares médiévaux, d'avant la conquête turque[1] ; le jour de la signature de ce traité est la fête nationale de la Bulgarie.

L'Empire britannique et l'Autriche-Hongrie s'opposèrent à ce traité qui, selon elles, encourageait le panslavisme : elles craignaient qu'une Bulgarie puissante alliée à la Russie ne devienne une sérieuse menace pour l'Empire ottoman déclinant. Le 13 juillet 1878, au Congrès de Berlin, le traité de Berlin abolissait celui de San-Stefano, instituant une petite principauté de Bulgarie entre le Danube et le Grand Balkan, vassale du Sultan, et la province ottomane autonome de Roumélie orientale, tandis que la Macédoine restait turque. Ce nouveau traité, laissant les « terres bulgares » (Българско землище) divisées, causa de durables ressentiments en Bulgarie, dont les deux entités ne pourront s'unir qu'en 1885 et dont l'indépendance ne sera reconnue qu'en 1908. Ses conséquences ont duré jusqu'au milieu du XXe siècle, la Bulgarie essayant vainement de revenir dans ses frontières de San-Stefano, durant les guerres balkaniques et en s'alliant pendant les deux guerres mondiales à l'Allemagne impériale puis nazie.

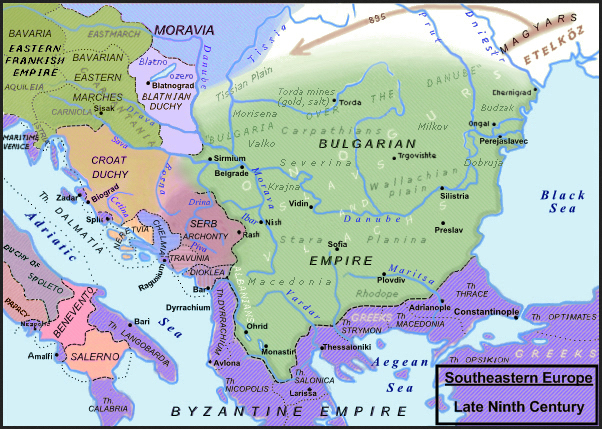
Vert : Premier Empire bulgare (865-1020).
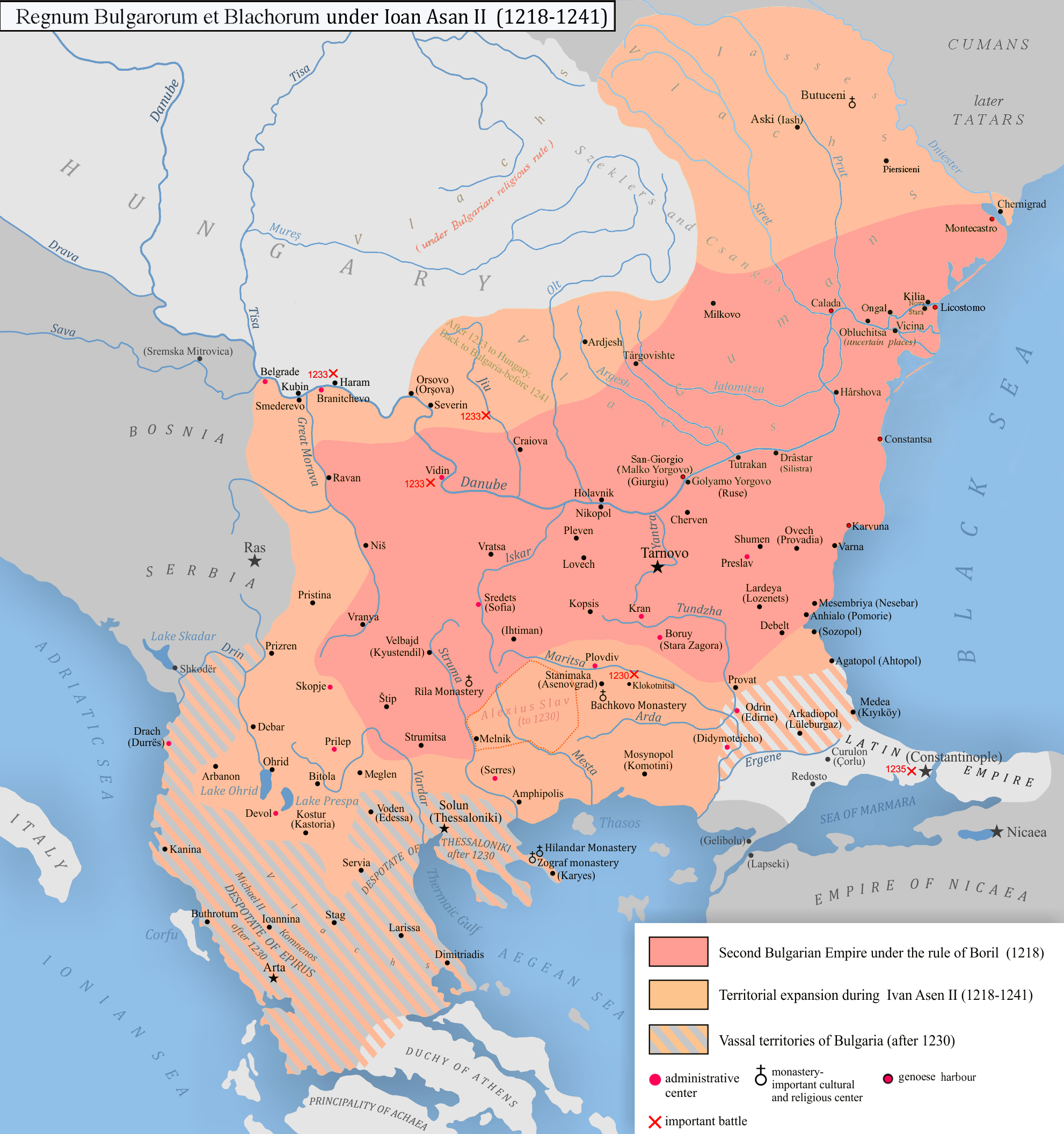
Orange : Second Empire bulgare (1186-1396).
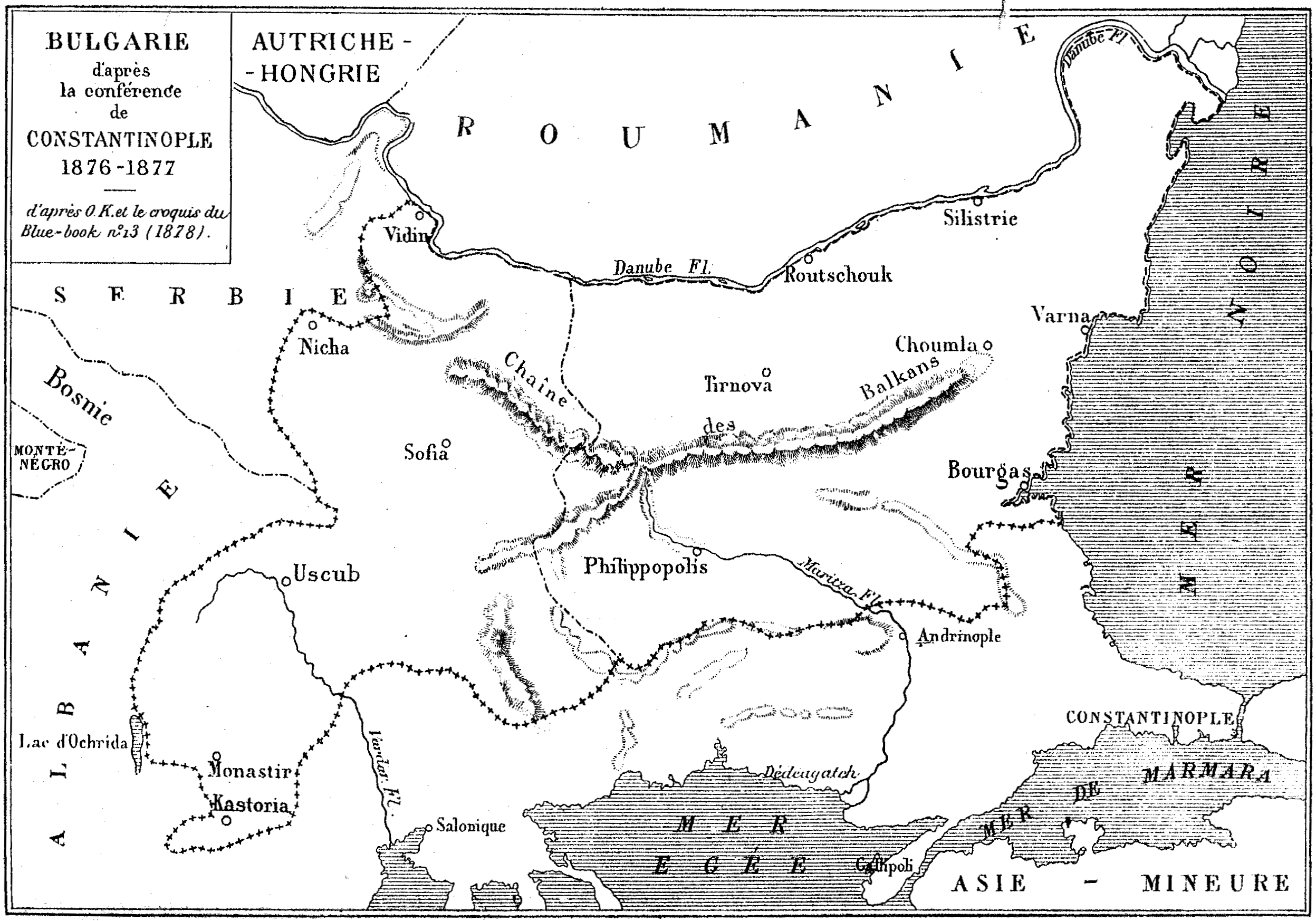
Bulgarie envisagée à la Conférence de Constantinople (1876-1877).
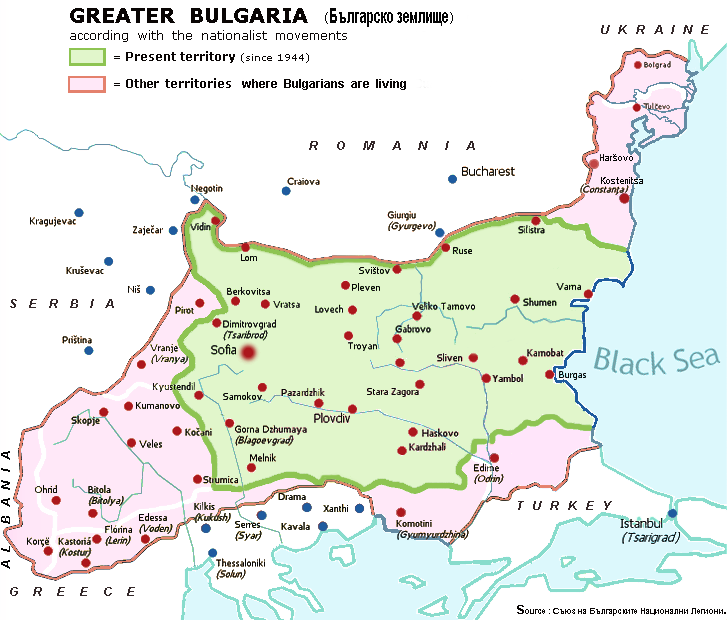
Rose : aspirations irrédentistes des « Terres bulgares » (Българско землище).
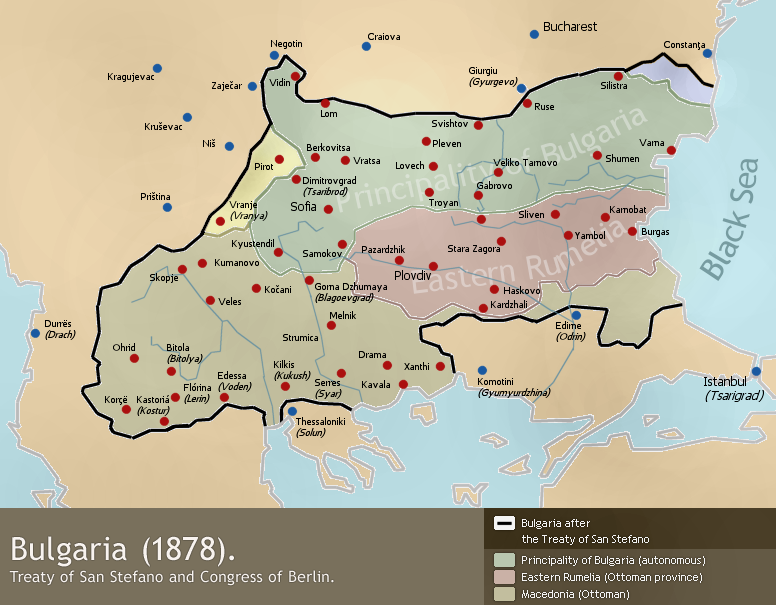
Noir : frontières de la Bulgarie définies par le traité de San Stefano (1878) ; couleurs internes : division imposée par le traité de Berlin.
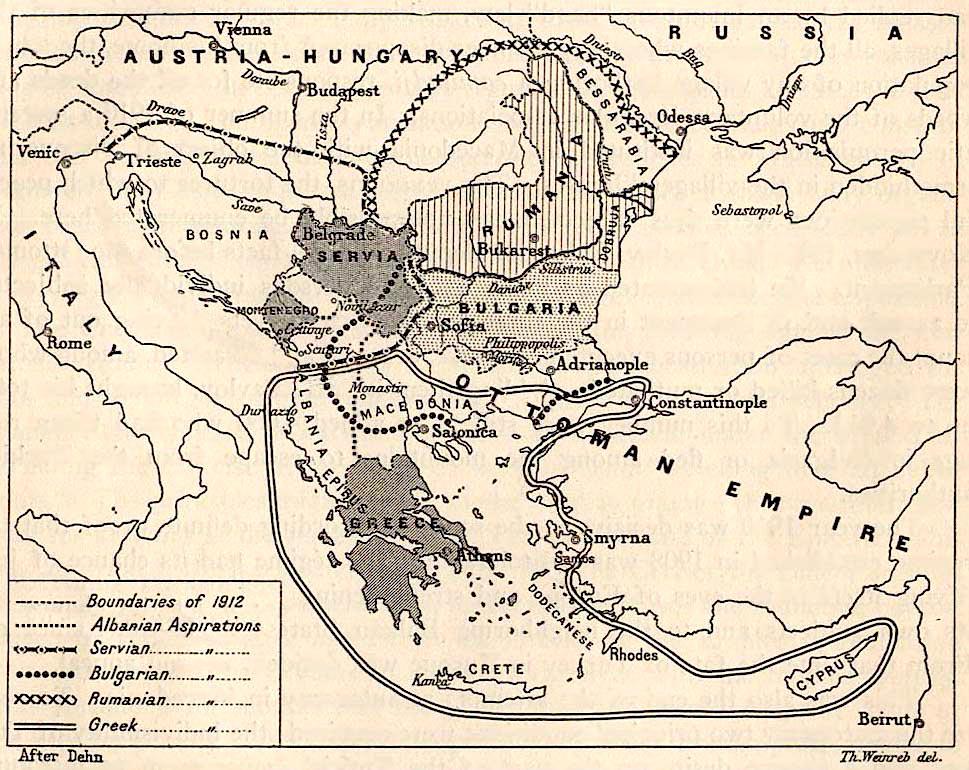
Revendications dans les Balkans en 1912, dont la « Grande Bulgarie ».

Aujourd'hui, certains mouvements nationalistes défendent un concept ethnique selon lequel Bulgares et Macédoniens slaves sont un seul et même peuple, et un concept territorial irrédentiste revendiquant des territoires définis comme bulgares à San Stefano (notamment la Macédoine) mais aussi des territoires grecs (Macédoine-Orientale-et-Thrace), serbes (Pirin), roumains (Dobroudja) et ukrainiens (Boudjak) ayant appartenu par le passé à l'un ou l'autre des États bulgares historiques, ou abritant des populations bulgares. En particulier, le Vazrazhdane, premier parti d'opposition à l'Assemblée Nationale bulgare depuis 2023, prône une réunification de la Bulgarie et de la Macédoine du Nord.